# Санта-Мария-делла-Сперанца (титулярная церковь)
Титулярная церковь Санта-Мария-делла-Сперанца (лат. Titulum Sanctæ Mariæ de Spe) — титулярная церковь была создана Папой Иоанном Павлом II в 2001 году. Титул принадлежит приходской церкви Санта-Мария-делла-Сперанца, расположенной в I зоне Рима Валь Мелаина, на пьяцца А. Фраделетто.

## История
Приход Санта-Мария-делла-Сперанца был возведён указом от 3 апреля 1968 года, а каноническое возведение состоялось 3 октября 1972 года. Церковная община всегда была доверена салезианской конгрегации для воспитания и пастырского руководства.
В 1965 году деятельность прихода относилась к тогдашнему Папскому Салезианскому атенеуму, а в следующем году была окончательно создана стабильная община, которая относилась к римской провинции «Сан-Пьетро».

## Список кардиналов-священников титулярной церкви Санта-Мария-делла-Сперанца
- Оскар Андрес Родригес Марадьяга — (21 февраля 2001 — по настоящее время).